# Godfrey Mwamba
Pour les articles homonymes, voir Mwamba.
Godfrey Mwamba est un boxeur zambien né le 26 mars 1950 à Kitwe.

## Carrière
Aux Jeux olympiques d'été de 1968 à Mexico, Godfrey Mwamba est éliminé au premier tour dans la catégorie des poids coqs par le Bulgare Nikola Savov (en). Il est ensuite médaillé de bronze dans la catégorie des poids légers aux Jeux africains de Lagos en 1973.